# Itel mobile
iTel Mobile — китайський виробник мобільних телефонів та смартфонів. Штаб-квартира розташована у Гонконгу. Заснована 2007 року. iTel — дочірня компанія Transsion Holdings.
iTel Mobile зосередив свій бізнес на африканському та південноазійському ринку. iTel має власні науково-дослідні центри та заводи у КНР та Африці. Компанія має партнерські стосунки серед великих міжнародних компаній, таких як Google, Microsoft, Qualcomm, Facebook, Sharp і Sony. За результатами першого кварталу 2018 року iTel показав найкращу динаміку росту (213 % YoY Growth) та увійшов до десяти найбільших світових постачальників смартфонів, відвантаживши 4,6 млн одиниць смартфонів. За даними ресурсу Counterpoint, увійшов до п'яти найбільших світових постачальників feature-телефонів у першій чверті 2018 року, зайнявши третє місце.
У серпні 2018 року iTel Mobile Україна взяла спонсорську участь у фестивалі Бандерштат-2018.